# Vrtrahán
Vrtrahán je védský titul hromovládného boha Indry, který přemohl hadího démona Vrtru, a který tak lze překládat jako „přemožitel Vrtry“. Zároveň je však někdy titulován Sóma a Ašvinové, jako Vrtrhání bohyně Sarasvatí, svůj protějšek má tento výraz i v íránském prostředí. Výraz vrtra lze kromě toho také vyložit jako životnou maskulinní formu neutra védského vṛtám „překážka, odpor, protivící se síly, nepřátelé“, zatímco -hán, případně -áha(n), znamená „ničitel, přemožitel, likvidátor“. Titul Vrtrahán tak může znamenat „přemožitel překážek“, přeneseně „zabiják nepřátel“ či jednoduše „vítěz“. Výraz má i svůj superlativ Vrtrahántama „nejvíce ničící překážky“ Z těchto důvodů lze předpokládat že Indrův hadí protivník přišel k jménu Vrtra od Indry, a jeho další jména Triširas „trojhlavý“ a Višvarúpa „mající všechna těla“, případně obecné ahi „had“ jsou původnější.
V íránském prostředí odpovídá védskému Vrtrahán několik výrazů. Jedná se theonymum Verethragna „přemáhání překážek“ označující boha války a vítězství a výraz verethraja „porážející odpor, vítězný“ užívaný pro Thraetónu, který zabil draka Aži Daháku odpovídajícího védskému Triširasovi. Titul verethragan „přemožitel překážek“ je občas užíván i pro Sraošu, Haomu, Saošjanta a další bytosti na straně dobra.
Émile Benveniste odvodil z tohoto slova existenci indoíránského boha války jménem *Ṷr̥tra-ǰhan- bojujícího s hadím či dračím monstrem. Příkladem takovýchto protivníků jsou védští Indra a Vrtra, či Trita Áptja a Višvarúpa nebo íránští Thraétona a Aži Daháka či Keresáspa a Aži Sruvara, mezi další indoevropské analogie patří například Zeus a Týfón, Apollón a Pythón či Thór a Jörmungandr. Podle Calverta Watkinse není však toto slovní spojení není jménem božstva, ale částí indoevropské poetické formule „hrdina zabil draka“.